# Paepalanthus dianthoides
Paepalanthus dianthoides är en gräsväxtart som beskrevs av Carl Friedrich Philipp von Martius och Friedrich August Körnicke. Paepalanthus dianthoides ingår i släktet Paepalanthus och familjen Eriocaulaceae. Inga underarter finns listade i Catalogue of Life.